# English National Ice Hockey League 2014/15
Die Saison 2014/15 war die Austragung der britischen National Ice Hockey League. Diese stellte nach der Elite Ice Hockey League und der English Premier Ice Hockey League neben der Scottish National League die 3. Liga des britischen Eishockeys dar. An ihr nahmen neben den englischen und walisischen Mannschaften auch eine schottische Mannschaft teil.

## Modus und Teilnehmer
Die Mannschaften spielten in regionalen Zonen "North", die in eine Moralee Conference und eine darunter angesiedelte Laidler Conference eingeteilt war, und "South", die aus einer ersten und tieferklassigen zweiten Division bestand.

## North Conference
Der Vorjahresletztplatzierte Telford Titans stieg in die Laidler Division ab. Es gab aber keinen Aufsteiger, da die Solihull Barons auf ihr Aufstiegsrecht verzichteten.

### Moralee Division
| Platz | Mannschaft           | Spiele | S  | U | N  | Tore    | Punkte |
| ----- | -------------------- | ------ | -- | - | -- | ------- | ------ |
| 1     | Blackburn Hawks      | 24     | 21 | 3 | 0  | 155: 45 | 45     |
| 2     | Billingham Stars     | 24     | 15 | 1 | 8  | 105: 67 | 31     |
| 3     | Solway Sharks        | 24     | 15 | 0 | 9  | 120: 88 | 30     |
| 4     | Sheffield Spartans   | 24     | 9  | 6 | 9  | 90: 85  | 24     |
| 5     | Sutton Sting         | 24     | 9  | 3 | 12 | 82: 85  | 21     |
| 6     | Whitley Warriors     | 24     | 7  | 3 | 14 | 80: 99  | 17     |
| 7     | Manchester Minotaurs | 24     | 0  | 0 | 24 | 53:216  | 0      |

Legende: S–Siege, U–Unentschieden, N–Niederlage
Play-Offs
Halbfinale
|  | Billingham Stars | 9:6 | Solway Sharks |  |

|  | Blackburn Hawks | 4:2 | Sheffield Spartans |  |

Finale
|  | Billingham Stars | 3:6 | Blackburn Hawks |  |

### Laidler Division
Neben dem Absteiger Telford Titans stieß auch die Mannschaft der Bradford Bulldogs zur Liga hinzu. Da es keine Abgänge gab – Solihull verzichtete auf den Aufstieg – stieg die Zahl der Mannschaften auf zehn.
| Platz | Mannschaft            | Spiele | S  | U | N  | Tore    | Punkte |
| ----- | --------------------- | ------ | -- | - | -- | ------- | ------ |
| 1     | Solihull Barons       | 36     | 36 | 0 | 0  | 330: 82 | 72     |
| 2     | Telford Titans        | 36     | 26 | 4 | 6  | 188:102 | 56     |
| 3     | Sheffield Senators II | 36     | 27 | 0 | 9  | 204:125 | 54     |
| 4     | Widnes Wild           | 36     | 20 | 2 | 14 | 176:139 | 42     |
| 5     | Deeside Dragons       | 36     | 16 | 2 | 18 | 173:142 | 34     |
| 6     | Nottingham Lions      | 36     | 14 | 2 | 20 | 156:124 | 30     |
| 7     | Hull Jets             | 36     | 13 | 3 | 20 | 112:148 | 29     |
| 8     | Coventry Blaze        | 36     | 8  | 4 | 24 | 108:199 | 20     |
| 9     | Blackburn Eagles      | 36     | 8  | 3 | 25 | 109:170 | 19     |
| 10    | Bradford Bulldogs     | 36     | 2  | 0 | 34 | 83:408  | 4      |

Legende: S–Siege, U–Unentschieden, N–Niederlage
Play-Offs
Halbfinale
|  | Solihull Barons | 12:3 | Widnes Wild |  |

|  | Telford Titans | 5:1 | Sheffield Senators II |  |

Finale
|  | Solihull Barons | 4:3 | Telford Titans |  |

### Relegation
Die Ligavorletzten Whitley Warriors konnten in der Relegation gegen den Division-2-Vertreter bestehen und die Klasse halten.

## South Conference

### Division 1
Mit dem Aufstieg der Oxford City Stars erhöhte sich die Anzahl der Mannschaften auf zehn.
Unter den ersten Acht der Division I wird in Play-offs ein Ligameister ermittelt. Die beiden Letztplatzierten kämpfen untereinander gegen den Abstieg in die Division II.
| Platz | Mannschaft              | Spiele | S  | U | N  | Tore    | Punkte |
| ----- | ----------------------- | ------ | -- | - | -- | ------- | ------ |
| 1     | Chelmsford Chieftains   | 36     | 26 | 5 | 5  | 163: 79 | 79     |
| 2     | Invicta Dynamos         | 36     | 25 | 0 | 11 | 202:140 | 50     |
| 3     | Streatham Redskins      | 36     | 23 | 2 | 11 | 187:141 | 48     |
| 4     | Wightlink Raiders       | 36     | 20 | 7 | 9  | 164:107 | 47     |
| 5     | Bracknell Hornets       | 36     | 17 | 4 | 15 | 151:135 | 38     |
| 6     | Milton Keynes Thunder   | 36     | 16 | 5 | 15 | 127:118 | 37     |
| 7     | Solent & Gosport Devils | 36     | 13 | 1 | 22 | 151:175 | 27     |
| 8     | London Raiders          | 36     | 9  | 3 | 24 | 120:191 | 21     |
| 9     | Oxford City Stars       | 36     | 7  | 4 | 25 | 143:230 | 18     |
| 10    | Cardiff Devils          | 36     | 7  | 3 | 26 | 100:192 | 17     |

Legende: S–Siege, U–Unentschieden, N–Niederlage
Play-Offs

### Division 2
Die 2. Liga (unterklassiger Teil) der South Division wurde zu dieser Saison in die Gruppen West und East geteilt.

#### Gruppe West
| Platz | Mannschaft          | Spiele | S  | U | N  | Tore  | Punkte |
| ----- | ------------------- | ------ | -- | - | -- | ----- | ------ |
| 1     | Bristol Pitbulls    | 16     | 11 | 2 | 3  | 96:38 | 24     |
| 2     | Basingstoke Buffalo | 16     | 10 | 4 | 2  | 84:56 | 24     |
| 3     | Cardiff Devils II   | 16     | 7  | 0 | 9  | 55:63 | 14     |
| 4     | Ile de Wight Tigers | 16     | 5  | 1 | 10 | 56:88 | 11     |
| 5     | Swindon Wildcats II | 16     | 2  | 3 | 11 | 46:92 | 7      |

Legende: S–Siege, U–Unentschieden, N–Niederlage

#### Gruppe Ost
| Platz | Mannschaft             | Spiele | S  | U | N  | Tore    | Punkte |
| ----- | ---------------------- | ------ | -- | - | -- | ------- | ------ |
| 1     | Slough Jets            | 20     | 19 | 0 | 1  | 146: 41 | 38     |
| 2     | Peterborough Islanders | 20     | 13 | 2 | 5  | 94: 62  | 28     |
| 3     | Chelmsford Warriors II | 20     | 12 | 0 | 8  | 117: 59 | 24     |
| 4     | Haringey Racers        | 20     | 8  | 1 | 11 | 70:115  | 17     |
| 5     | Lee Valley Lions       | 20     | 5  | 1 | 14 | 67:110  | 11     |
| 6     | Invicta Mustangs II    | 20     | 1  | 0 | 19 | 40:147  | 2      |

Legende: S–Siege, U–Unentschieden, N–Niederlage
Play-Offs